# یولیان وایگل
یولیان وایگل (آلمانی: Julian Weigl؛ زادهٔ ۸ سپتامبر ۱۹۹۵) یک بازیکن فوتبال اهل آلمان است.
از باشگاه‌هایی که در آن بازی کرده‌است می‌توان به بروسیا دورتموند، مونیخ ۱۸۶۰ اشاره کرد.
وی همچنین در تیم ملی فوتبال آلمان بازی کرده‌است.